# Imperator-Klasse
Zur Imperator-Klasse gehörten die in Hamburg gebauten größten deutschen Passagierschiffe der HAPAG-Reederei. Um wöchentlich eine Abfahrt von Europa nach Amerika garantieren zu können, setzte Albert Ballin den Bau einer Schnelldampferflotte durch. Das Typschiff Imperator wurde bei AG Vulcan, die beiden Schwesterschiffe Vaterland und Bismarck bei Blohm & Voss gebaut, wobei die Größe der Schiffe jedes Mal gesteigert wurde. Der Bau dieser Schiffe war zudem eine Antwort auf den zuvor begonnenen Bau der Olympic-Klasse der White Star Line, der auch die Titanic angehörte.
Die Vaterland der Imperator-Klasse ist bis heute das größte jemals unter deutscher Flagge betriebene Passagierschiff.

## Einsatzgeschichte

### Imperator
Der Imperator (die HAPAG benutzte auf Wunsch von Kaiser Wilhelm II. den männlichen Artikel) wurde auf der Vulkanwerft in Hamburg gebaut. Er war bei seinem Stapellauf am 23. Mai 1912 mit 52.117 Bruttoregistertonnen das damals größte Schiff der Welt und Typschiff der nach ihm benannten Schiffsklasse. Das Schiff wurde von einem Kommodore und vier Staffkapitänen geführt. Taufpate des Imperator war Kaiser Wilhelm II. 1913 wurde der Dampfer abgeliefert.
Nach dem Ersten Weltkrieg wurde der Imperator an die britische Cunard-Reederei übergeben, die ihn bis Februar 1938 unter dem Namen RMS Berengaria betrieb.

### Vaterland
Am 3. April 1913 lief die Vaterland als zweites Schiff der Imperator-Klasse der Hamburg-Amerika-Linie bei Blohm & Voss in Hamburg vom Stapel und wurde am 29. April 1914 endgültig fertiggestellt. Sie hatte eine Länge zwischen den Loten von 276,59 m und eine Länge über alles (Lüa) von 289,56 m, eine Breite von 30,48 m und 19,51 m Seitenhöhe. Damit löste sie den Imperator als größtes Schiff der Welt ab. Die Vaterland hatte 54.282 Bruttoregistertonnen und war für 3.677 Fahrgäste sowie 1.234 Besatzungsmitglieder ausgelegt.
Das Schiff lag ab Kriegsausbruch in New York City und wurde von der HAPAG dort aufgelegt.
Mit dem Eintritt der Vereinigten Staaten in den Ersten Weltkrieg beschlagnahmten die USA das Schiff und benannten es am 6. September 1917 in Leviathan um. Von 1922 bis 1934 befuhr sie den Nordatlantik für die United States Lines und wurde ab Februar 1938 im schottischen Rosyth verschrottet.

### Bismarck
Das dritte Schiff der Imperator-Klasse war die Bismarck; sie wurde 1913 bei Blohm & Voss auf Kiel gelegt und lief am 20. Juni 1914 vom Stapel. Der Beginn des Ersten Weltkrieges ließ den Weiterbau ruhen; das Schiff wurde in Hamburg aufgelegt und 1918 Großbritannien als Reparationsleistung zugesprochen. Die Bismarck wurde von Blohm & Voss inkl. Werftprobefahrt fertiggestellt und nach der Übergabe am 1. April 1922 an die White Star Line in Southampton in Majestic umgetauft. Wie schon die beiden Schwesterschiffe war es seinerzeit mit 56.551 BRT das größte Schiff der Welt. Die Majestic wurde 1936 außer Dienst gestellt und diente nachher noch als Schulschiff für die britische Marine, bis sie kurz nach Ausbruch des Zweiten Weltkriegs durch einen Brand zerstört und anschließend abgewrackt wurde.

Imperator im Bau
Imperator mit einem Segelschiff
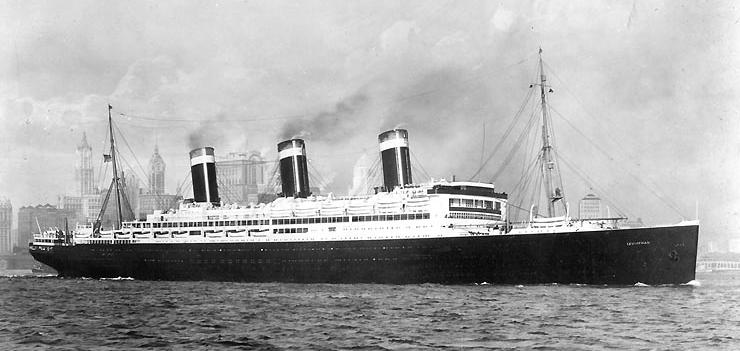
Die Vaterland als Leviathan
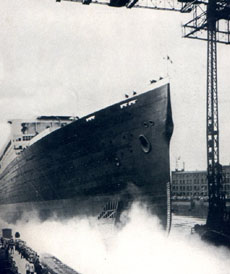
Stapellauf der Bismarck